# Karba
Karba je priimek v Sloveniji, ki ga je po podatkih Statističnega urada Republike Slovenije na dan 1. januarja 2010 uporabljalo 231 oseb.

## Znani nosilci priimka
- Andreja Karba, ilustratorka
- Danilo Karba, glasbenik bobnar
- Dejan Karba, raziskovalni novinar
- Dušan Karba (1915—2004), farmacevt, univ. profesor
- Jožef (Josip) Karba (1902—?), romanist, gimn. profesor
- Maksimiljan Karba, policist, veteran vojne za Slovenijo
- Manca Karba (r. Burgar) (1913—1995), umetnostna zgodovinarka
- Matija Karba (1852—1930), duhovnik, jezikoslovec, publicist
- Metka Karba Jauk, avtorica popevk
- Olga Karba (*1971), političarka, županja Ljutomera
- Renata Karba, dr., okoljska in civilnodružbena aktivistka (Umanotera)
- Rihard Karba (1876—1933), zdravnik, farmacevt, politik
- Rihard Karba (*1948), elektrotehnik, avtomatik, univ. profesor
- Srečko Karba (*1958), polkovnik SV